# ジョナ散歩
『ジョナ散歩』（ジョナさんぽ）は、『Kiss』（講談社）で連載されたケイケイの漫画。同著者の『ワンダフルライフ？』のスピンオフ作品。
2011年、ワンセグ2向けに放送されるテレビ番組をプレゼンテーションするバラエティ番組『青山ワンセグ開発』バトル2（シーズン4）に実写ドラマ作品として登場。この時は敗退し、続きを作ることができなかった。
2014年8月、『青山ワンセグ開発 夏の復活祭』でエントリーされた36企画の中から優勝し、続編を作る権利を得た。12月に、NHK Eテレ「青山ワンセグ開発」で放送された。2015年1月より、新たに6本が放送される。
小太りで眼鏡をかけた散歩が趣味の妖精・ジョナサンがさまざまな人の元を訪れ、1つだけ願いを叶えてくれる物語である。

## 書誌情報
- ケイケイ『ジョナ散歩』講談社〈KCデラックス〉、全2巻
  1. 2012年5月11日発売、ISBN 978-4-06-376636-3
  2. 2013年1月11日発売、ISBN 978-4-06-376765-0

- ケイケイ『ワンダフルライフ?』講談社〈ワイドKC〉、全6巻
  1. 2007年4月13日発売、ISBN 978-4-06-337615-9
  2. 2008年9月12日発売、ISBN 978-4-06-337649-4
  3. 2009年4月13日発売、ISBN 978-4-06-337666-1
  4. 2010年4月13日発売、ISBN 978-4-06-337687-6
  5. 2011年6月13日発売、ISBN 978-4-06-337724-8
  6. 2013年1月11日発売、ISBN 978-4-06-337773-6

## キャスト
- ジョナサン（散歩好きの妖精） - 六角精児

第1期
- 矢野 - 加藤夏希（第1話）
- 矢野の後輩 - 小野川晶（第1話）
- 多田愛佳 (HKT48)（第2話）
- 小澤亮太（第3話）
- 佐伯大地（第3話）

第2期
- コバヤシ - 真野恵里菜（第1話）
- ヒロセ - 南羽翔平（第1話）
- 駒木根隆介（第2話）
- 多田愛佳 (HKT48)（第3話）
- 岩崎う大（かもめんたる）（第4話）
- マミ - 安藤聖（第5話）
- マミの彼氏 - 田村健太郎（第5話）
- マミの後の夫 - パンチ佐藤（第5話）
- ヤマザキ - 小澤亮太（第6話）
- ヤマザキの元彼女 - 桐山マキ（第6話）

## スタッフ
- 原作 - ケイケイ
- 脚本 - ブルー&スカイ
- 演出 - 瑠東東一郎
- 制作統括 - 林貴子、神山明子
- 制作著作 - NHK、メディアプルポ

## 放映リスト
第1期
- 第1話 幸せになる方法
- 第2話 運命の恋人
- 第3話 気にしすぎる男

第2期
- 第1話 運命なの？
- 第2話 安眠
- 第3話 幸せはどこに？
- 第4話 悲しきサガ
- 第5話 心の中
- 第6話 神のみぞ…